# Leandro Barreiro
Leandro Barreiro (Erpeldange, 3 de enero de 2000) es un futbolista luxemburgués que juega como centrocampista para el S. L. Benfica de la Primeira Liga.

## Selección nacional
Tras jugar con la selección de fútbol sub-17 de Luxemburgo, la sub-19 y con la sub-21, finalmente debutó con la selección absoluta el 22 de marzo de 2018. Lo hizo en un partido amistoso contra Malta que finalizó con un resultado de 0-1 a favor del combinado luxemburgués tras el gol de Daniel da Mota.

### Goles internacionales
| # | Fecha               | Estadio                                                 | Oponente    | Gol | Resultado | Competición                         |
| - | ------------------- | ------------------------------------------------------- | ----------- | --- | --------- | ----------------------------------- |
| 1 | 22 de marzo de 2019 | Estadio Josy Barthel, Ciudad de Luxemburgo, Luxemburgo  | Lituania    | 1–1 | 2-1       | Clasificación para la Eurocopa 2020 |
| 2 | 14 de junio de 2022 | Estadio de Luxemburgo, Ciudad de Luxemburgo, Luxemburgo | Islas Feroe | 2–0 | 2-2       | Liga de Naciones de la UEFA 2022-23 |

## Estadísticas

### Clubes
Actualizado al último partido disputado el 2 de octubre de 2024.
| Club                             | Div.          | Temporada     | Liga  | Liga  | Copas nacionales | Copas nacionales | Copas internacionales | Copas internacionales | Total | Total |
| Club                             | Div.          | Temporada     | Part. | Goles | Part.            | Goles            | Part.                 | Goles                 | Part. | Goles |
| -------------------------------- | ------------- | ------------- | ----- | ----- | ---------------- | ---------------- | --------------------- | --------------------- | ----- | ----- |
| F. C. 72 Erpeldange Luxemburgo   | 2.ª           | 2015-16       | 9     | 2     | —                | —                | —                     | —                     | 9     | 2     |
| F. C. 72 Erpeldange Luxemburgo   | Total club    | Total club    | 9     | 2     | 0                | 0                | 0                     | 0                     | 9     | 2     |
| 1. FSV Maguncia 05 II · Alemania | 4.ª           | 2018-19       | 5     | 1     | —                | —                | —                     | —                     | 5     | 1     |
| 1. FSV Maguncia 05 · Alemania    | 1.ª           | 2018-19       | 1     | 0     | 0                | 0                | —                     | —                     | 1     | 0     |
| 1. FSV Maguncia 05 · Alemania    | 1.ª           | 2019-20       | 18    | 0     | 0                | 0                | —                     | —                     | 18    | 0     |
| 1. FSV Maguncia 05 II · Alemania | 4.ª           | 2019-20       | 1     | 0     | —                | —                | —                     | —                     | 1     | 0     |
| 1. FSV Maguncia 05 II · Alemania | Total club    | Total club    | 6     | 1     | 0                | 0                | 0                     | 0                     | 6     | 1     |
| 1. FSV Maguncia 05 · Alemania    | 1.ª           | 2020-21       | 29    | 2     | 2                | 0                | —                     | —                     | 31    | 2     |
| 1. FSV Maguncia 05 · Alemania    | 1.ª           | 2021-22       | 31    | 1     | 3                | 0                | —                     | —                     | 34    | 1     |
| 1. FSV Maguncia 05 · Alemania    | 1.ª           | 2022-23       | 31    | 4     | 3                | 0                | —                     | —                     | 34    | 4     |
| 1. FSV Maguncia 05 · Alemania    | 1.ª           | 2023-24       | 31    | 4     | 2                | 0                | —                     | —                     | 33    | 4     |
| 1. FSV Maguncia 05 · Alemania    | Total club    | Total club    | 141   | 11    | 10               | 0                | 0                     | 0                     | 151   | 11    |
| S. L. Benfica Portugal           | 1.ª           | 2024-25       | 6     | 0     | 0                | 0                | 2                     | 0                     | 8     | 0     |
| S. L. Benfica Portugal           | Total club    | Total club    | 6     | 0     | 0                | 0                | 2                     | 0                     | 8     | 0     |
| Total carrera                    | Total carrera | Total carrera | 162   | 14    | 10               | 0                | 2                     | 0                     | 174   | 14    |

## Palmarés

### Títulos nacionales
| Título                      | Club          | País     | Año  |
| --------------------------- | ------------- | -------- | ---- |
| Copa de la Liga de Portugal | S. L. Benfica | Portugal | 2025 |
| Supercopa de Portugal       | S. L. Benfica | Portugal | 2025 |